# 横山和正 (アナウンサー)
横山 和正（よこやま かずまさ）は、元テレビ高知アナウンサー。

## 経歴
- 1970年、神奈川大学を卒業後、テレビ高知アナウンス部入社。主に報道番組の「イブニングKOCHI」や「歌って走ってキャラバンバン」という夏休み恒例の視聴者参加カラオケ大会の司会などを務める。またこの間、TBSテレビに出向しワイドショー番組「おはよう720」「おはよう700」の海外取材（1976年～1980年）も務めた時代がある。
- 1991年に退職し、個人芸能事務所の「有限会社横山和正事務所」を設立。

江本孟紀とは小・中学校の同級生であり、高校時代に秋の高知県大会では投手として、江本が属する高知商業高校相手にノーヒット・ノーランを達成した。プロ野球ニュースでは共演している。

## 出演番組
- イブニングKOCHI司会
- 歌って走ってキャラバンバン司会
- おはよう700取材キャスター
- プロ野球ニュース（フジテレビONE）
- ゴルフネットワーク・チャンピオンツアー中継